# 西区 (熊本市)
西区（にしく）は、熊本市を構成する5区の行政区の一つである。2012年4月1日に、熊本市が政令指定都市に移行した際に設置された。

## 概要

### 地名の由来
命名
区名検討中の仮称は「B区」で、2010年9月に実施された「区名案の募集」では、多いものから順に、西区（47.9%）、城西区（23.2%）、有明区（2.4%）、金峰区（2.1%）、熊西区（1.6%）、港区（1.2%）、熊本西区（1.1%）、春日区（0.7%）、肥後西区（0.7%）、西城区（0.6%）、その他（18.5%）という結果であった。熊本市の行政区画審議会がこれをもとに西区、城西区、肥後西区、有明区、金峰区を候補として選定、2010年12月に改めてこの5案による「意向調査」を行ったところ西区が55.3%を占め、審議会での議論のうえ2011年1月に区名を「西区」として市長に答申した。翌月に熊本市の「方針」としてこれに決定され、2011年12月に熊本市議会において市条例として正式決定された。

## 地理

### 位置
熊本市の西部に位置し、以前の町村では池田村・花園村・島崎村・横手村・春日村・古町村（1921年に熊本市と合併）、白坪村（同1931年）、高橋村・池上村・城山村（同1953年）、松尾村（同1955年）、小島町（同1957年）、中島村（同1958年）、河内町（同1991年）の14町村にあたる。

### 地形
区の北部は金峰山（標高665m）などの山があり、その南側を井芹川・坪井川・白川が流れる。海上には人工島の熊本港を有する。

#### 山地
主な山
- 金峰山（標高665m）

#### 河川
主な川
- 井芹川
- 坪井川
- 白川

#### 海岸
湾岸
- 島原湾

港湾
- 熊本港

### 人口
- 90,240人（2025年5月1日時点）

### 隣接地域
北区、中央区、南区のほか、玉名市、玉東町と隣接し、海上（有明海）を隔てて長崎県島原市とも接する。

## 政治

### 行政

#### 役所
- 西区役所
  - 花園総合出張所
  - 河内総合出張所
    - 芳野分室
- 西部土木センター

## 国家機関
林野庁
- 九州森林管理局

[熊本地方合同庁舎A棟 入居官署]
- 九州総合通信局
- 九州財務局
- 熊本労働局
- 九州農政局
- 九州地方整備局熊本営繕事務所
- 熊本地方気象台

[熊本地方合同庁舎B棟 入居官署]
- 九州管区行政評価局熊本行政評価事務所
- 熊本国税局
- 熊本国税不服審判所
- 熊本西税務署
- 自衛隊熊本地方協力本部
- 長崎税関八代税関支署熊本出張所
- 九州地方環境事務所

## 企業
- 九州フィナンシャルグループ

## 情報・通信

### マスメディア

#### 放送局
テレビ
- 熊本朝日放送

## 教育

### 大学
私立
- 崇城大学（ただし芸術学部の一部や薬学部は北区）

### 専修学校
- 熊本市立総合ビジネス専門学校
- 熊本駅前看護リハビリテーション学院

### 高等学校
公立
- 熊本県立熊本西高等学校
- 熊本市立千原台高等学校

私立
- 文徳高等学校

### 中学校
市立
井芹、河内、花陵、三和、城西、芳野
私立
- 文徳中学校

### 小学校
市立
古町、春日、城西、花園、池田、白坪、高橋、池上、城山、小島、中島、芳野、河内

### 幼稚園
市立
古町
私立
暁幼稚園、熊本聖母愛児幼稚園、ちぐさ幼稚園、西部音楽幼稚園、花陵幼稚園、城山幼稚園、亀の子幼稚園

### 特別支援学校
公立
- 熊本県立熊本かがやきの森支援学校

## 交通

### 鉄道

#### 新幹線
九州旅客鉄道（JR九州）
- 九州新幹線： 熊本駅

#### 鉄道路線
九州旅客鉄道（JR九州）
- 鹿児島本線： 崇城大学前駅 - 上熊本駅 - （中央区） - 熊本駅
- 豊肥本線： 熊本駅

熊本電気鉄道
- 菊池線： 上熊本駅 - 韓々坂駅 - 池田駅

### 軌道

#### 路面電車
熊本市交通局（熊本市電）
- A系統： 田崎橋停留場 …… 熊本駅前停留場
- B系統： 上熊本駅前停留場 …… 杉塘停留場

### バス

#### 路線バス
- 熊本都市バス（都市バス）： 桜町BTから花園・島崎・野口・蓮台寺方面。また上熊本駅から熊本市民病院方面。上熊本営業所所在地。
- 九州産交バス（産交バス）： 桜町BTから小島・河内・西里・植木・玉名方面。
- 熊本電気鉄道（電鉄バス）： 熊本駅前まで乗り入れる路線があるのみ。
- 熊本バス： 熊本駅前まで乗り入れる路線があるのみ。

### 道路

#### 国道
- 国道501号： 西区を南北に縦断し、坪井川より北では金峰山の西側の海沿いを走る。

#### 県道
主要地方道
- 熊本県道1号熊本玉名線
- 熊本県道22号熊本停車場線
- 熊本県道28号熊本高森線
- 熊本県道31号熊本田原坂線
- 熊本県道51号熊本港線

一般県道
- 熊本県道101号植木河内港線
- 熊本県道227号並建熊本線
- 熊本県道233号海路口小島線
- 熊本県道237号小島新町線
- 熊本県道332号小天下硯川線

### 航路

#### 港湾
- 熊本港
- 百貫港

#### 船舶
熊本港と島原市の島原外港と結ぶ航路があり、九州商船と熊本フェリーによって運航されている。

## 観光

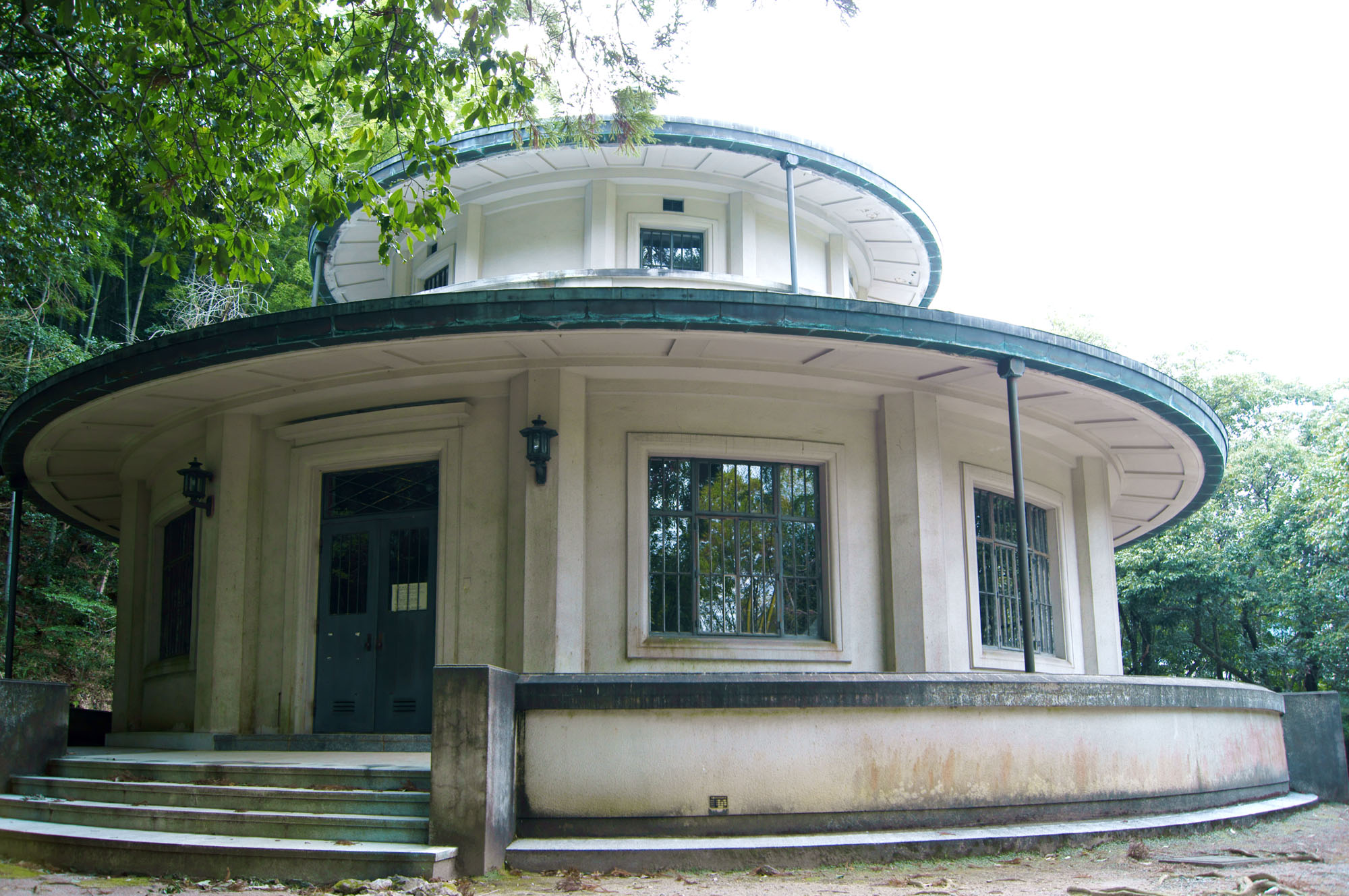
三賢堂

### 名所・旧跡
主な城郭
主な寺院
- 雲巌禅寺
  - 霊巌洞
- 春日寺
  - 岫雲院
- 成道寺
- 泰安寺往生院
- 本妙寺
- 蓮台寺 - 肥後国三十三ヶ所観音霊場

主な神社
- 北岡神社
- 高橋稲荷神社
- 近津鹿島神社

主な史跡
- 釣耕園

主な遺跡

### 観光スポット
自然
- 金峰山 (熊本県)
- 鼓ヶ滝
- 花岡山

文化施設
- 島田美術館

建築
- 三賢堂 - 肥後の三賢人の像が安置されている。